# William Curlin
William George Curlin (ur. 30 sierpnia 1927 w Portsmouth, zm. 23 grudnia 2017) – amerykański duchowny rzymskokatolicki, w latach 1994-2002 biskup diecezjalny Charlotte. 

## Życiorys
Święcenia prezbiteratu przyjął 25 maja 1957 jako kapłan archidiecezji waszyngtońskiej. 2 listopada 1988 papież Jan Paweł II mianował go biskupem pomocniczym archidiecezji ze stolicą tytularną Rossmarkaeum. Sakry udzielił mu 20 grudnia 1988 kardynał James Hickey, arcybiskup metropolita waszyngtoński. 22 lutego 1994 został przeniesiony na urząd biskupa diecezjalnego Charlotte w stanie Karolina Północna, który kanonicznie objął 13 kwietnia 1994. 30 sierpnia 2002 osiągnął biskupi wiek emerytalny (75 lat) i już 10 września przeszedł na emeryturę.